# Cephalotaceae
Cephalotaceae es una familia monotípica originaria de Australia.
Contiene un solo género: Cephalotus con una especie, Cephalotus follicularis, una pequeña planta carnívora. Tiene hojas modificadas en forma de jarro que funciona como un pozo en el cual caen los insectos que servirán de alimento a la planta.

## Descripción
Es una especie herbácea de bajo crecimiento, alrededor de 20 cm. Las hojas perennes aparecen a partir de rizomas subterráneos dispuestas basalmente, las láminas foliares son enteras y apuntan hacia el exterior. Las hojas insectívoras adquieren un color rojo oscuro cuando están expuestas a una alta luminosidad, sino permanecen de color verde, y tienen forma de mocasín. 
La trampa jarro es similar a la de otras plantas de este tipo. El peristoma en la boca de la trampa posee una estructura claveteada que permite la entrada a la presa, pero impide su escape. La tapa que cubre la entrada, el opérculo, evita que el agua de lluvia entre en la jarra y así diluya las enzimas digestivas en el interior. Los insectos atrapados en este líquido digestivo son consumidos por la planta. El opérculo tiene celdas translúcidas que confunden a sus presas insectos, ya que parecen ser trozos de cielo.
La inflorescencia está formada por pequeñas flores regulares, hermafroditas, de seis pétalos, de color crema o blanquecino.
En los meses más fríos del invierno (hasta unos 5 grados Celsius), tienen un período de reposo vegetativo natural (dormancia) de alrededor de 3-4 meses, provocado por la caída de la temperatura y la reducción de los niveles de luz.

## Cultivo

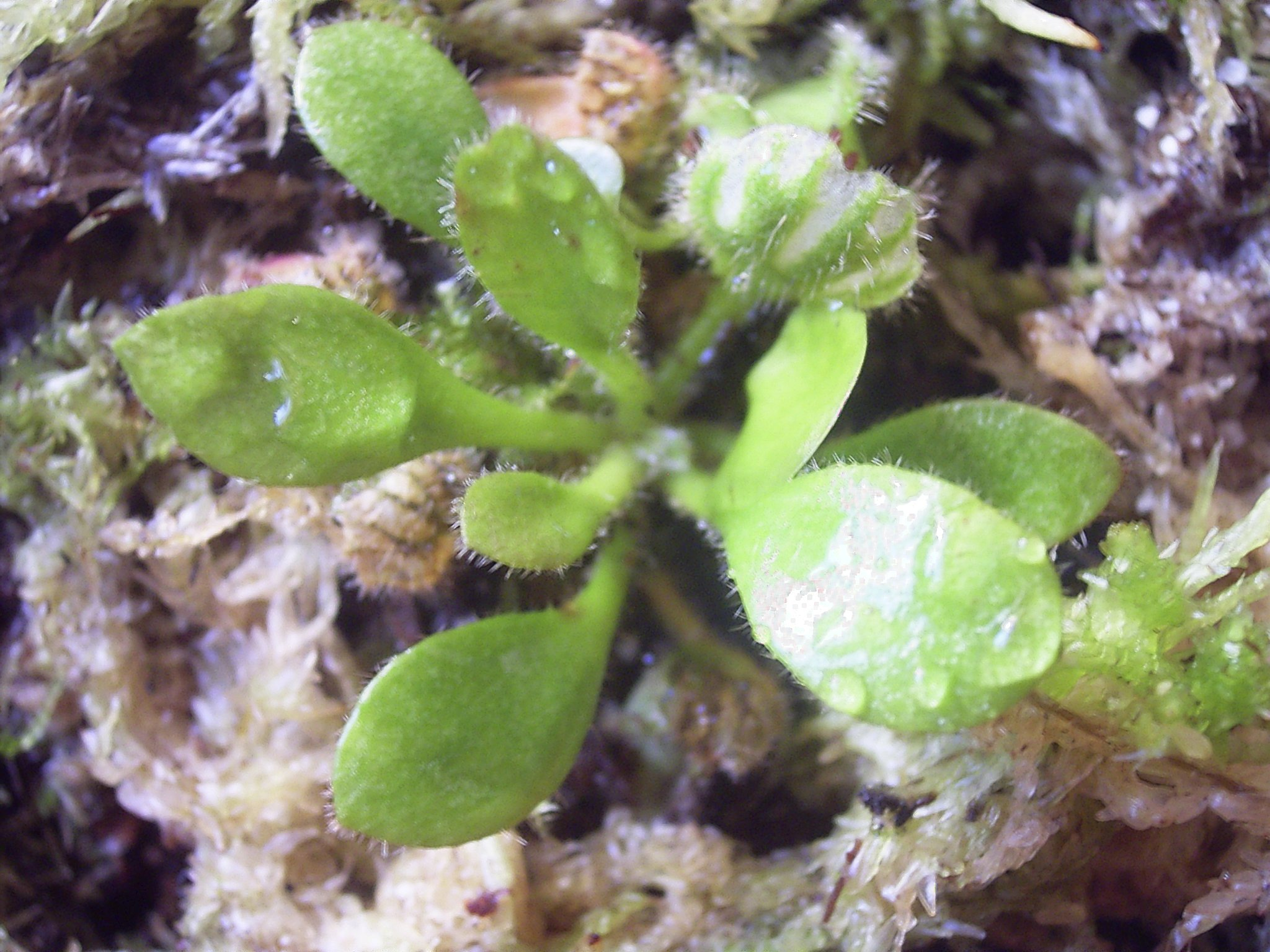
Planta joven de alrededor de 2-3 años en cultivo.

Esta especie se cultiva en todo el mundo. En su hábitat natural prefiere temperaturas de días cálidos hasta 25 °C  junto con noches frescas durante el periodo vegetativo. En cultivo el período de latencia no es necesario y se comporta como cualquier planta subtropical, aunque si se la deja hibernar puede producir jarros más grandes e incluso flores. Comúnmente se cultiva en una mezcla de sphagnum, perlita y arena con una humedad del 60-80%. Se reproduce fácilmente por trozos de rizoma o por esquejes de hoja no insectívora, aunque también se pueden usar las hojas trampa.
Las plantas se vuelven coloridas y crecen con fuerza cuando se mantienen bajo luz solar directa, mientras que las cultivadas a la sombra permanecen verdes.

## Taxonomía
Cephalotus follicularis fue descrita por   Jacques Julien Houtton de La Billardière y publicado en Novae Hollandiae Plantarum Specimen 2: 6. 1807.
Etimología
El nombre Cephalotus, proviene del griego κεφαλή - "cabeza" y οὔς/ὠτός - "oreja"